# 김준 (1926년)
김준(金準, 1926년 4월 26일 ~ 2012년 2월 13일)은 대한민국 새마을운동의 선구자이다. 본관은 김해(金海), 호는 혜경(惠耕)이다. 그의 농심철학은 한국의 근대화에 큰 공헌을 하였다. 성격이 강직하고 범사에 근면 성실하였다. 이런 삶의 철학이 그의 사상을 만들었다.

## 생애

### 생애 초반
김준은 1926년 4월 26일 전남 영광에서 김명섭 장로와 조교촌 권사의 둘째 아들로 부유한 기독교 가정에서 모태 신앙으로 태어났다. 이리농림학교와 서울대학교 농과대학을 졸업하고 1951년에 전남대학교 농과대학 교수가 되었다.
가족으로는 부인 안인순여사와 아들은 김규석이며 딸들로는 김진숙·김선숙·김미숙이 있다.

### 동광원과 귀일원
1954년 재매교회(현 신안교회)에서 동광원 정인세 선생의 설교를 듣고, 그 후부터 방림동 밤나무골에 드나들며 동광원 사람들의 신앙 생활과 어려운 이웃을 돕는 모습을 보면서 “내가 살 곳이 바로 이곳이다”는 확신을 갖게 된다.
이후 이현필, 유영모 선생 등과 함께 성경 말씀과 인생에 대하여 논 하면서 세상 만물을 창조하신 하나님을 믿으며, 삶의 가치를 이웃을 내 몸과 같이 사랑하고 더불어 사는데 두기로 결심한다. 드디어 1955년 교수직을 버리고 동광원에 들어와 똥통을 지고 농사를 지으며 동광원 고아들을 교육시키면서 1959년까지 생활하였다. 동광원에서 생활하는 동안 근검절약, 협동과 자급자족 생활을 습득하게 되었다. 김준은 “새마을운동의 정신과 실천 방법은 동광원의 정신과 생활방식에서 나온 것이다. 남에게 피해 주거나 의존하지 않고 하나님의 말씀을 전하며 이웃을 내 몸같이 사랑하며 진실하게 살아가는 동광원의 정신과 삶이 내가 박정희 대통령과 같이 펼친 근면, 자조, 협동의 정신과 실천운동의 근간이 되었다”고 말한다. 동광원과 인연을 맺은 이래로 항상 가족으로서 동광원과 귀일원을 왕래해 왔으며, 1994년부터 2012년까지 귀일원의 이사로 활동하였다.

### 복음농민의숙[4]
당시 한국의 산야는 전쟁을 겪으면서 황폐해져 있었고, 국가의 근간인 농촌(농업이 산업의 8할)은 몹시도 피폐했었다. 이를 안타깝게 생각한 그는 덴마크를 전쟁의 폐허에서 푸르게 일으킨 「달가스」를 흠모하며 ‘오직 농촌이 잘 살아야 나라가 일어설 수 있다’는 신념을 갖게 되었다
대학 강단을 떠나 동광원에서 고아들을 돌보며 ‘복음농민운동’을 하던 선생이 전북 순창군 복흥면 답동으로 들어온 때는 1959년 이른 봄이었다.
당시 가맛골에는 「평심원」이라고 하는 결핵환자 요양소가 있었다. 농민운동을 하면서도 공동생활체를 꿈꾸던 그는 가맛골 산주(백석기 집사)의 양해와 백 영흠목사의 권유를 받고 답동과 가맛골을 무대로 꿈을 펼치게 되는데, 이때 함께 온 사람들은 그를 따르던 대전농림학원 출신 청년들과 전남 영광에서 따라온 청년 등 십여 인이었다.
김준이 복흥에서 처음 시작한 일은 조림사업이었다. 그는 고향의 재산을 일부 정리한 자금으로 소나무, 삼나무, 편백나무, 은단풍나무 등의 묘목을 구입하여 가맛골과 답동 인근의 산에 심고 가꾸었다. 그때 심어진 나무들은 오십년이 지난 지금도 상당량이 자라고 있다.
두번째로 한 일은 임학과 교수들과 공동으로 오리나무 육종 개량연구를 하는 한편, 특용작물 재배와 낙농이었다. 집 부근에는 포도밭을 조성하는 한편, 버섯포를 만들고 종균을 이용하여 느타리와 표교버섯을 재배하였다. 낙농사업으로는 양봉을 들여오고, 비육우를 사육하였으며, 우량품종의 돼지를 들여와 새끼를 번식시켜 주변 농가에 공급하고, 샤넨 종種 젖양을 들여와 길렀다. 채밀기에 나오는 꿀은 광주 등지에 팔아서 생필품 구입자금으로 사용하고, 양유는 구성원들의 영양을 보충하는 데에 이용하였다.
세 번째로 한 일은 주민들과의 대화였다. 당시 주민들은 전혀 모르는 사람들이 집단으로 들어와서 보지도 못한 일들을 벌이는 데에서 오는 반감과 경계심이 없지 않았다. 그래서 이를 해소하기 위하여 기독교를 전도하며 수요일과 일요일 밤이면 예배시간을 갖고, 끝난 후에는 농사에 필요한 의견들을 주고받곤 하였다.
복음농민의숙의 핵심 사업중 하나는 중학교에 진학하지 못한 청소년들을 가르친 일이었다. 처음에는 김준과 함께 온 몇몇 청년들이 예배가 끝난 뒤에 청소년들을 모아서 영어, 수학, 새로운 농사법 등을 가르쳤는데 반응이 좋았다. 소문이 돌자 얼마 가지 않아서 배우고자 하는 청소년들이 원근에서 모여들어 결국 김준의 주관으로 중학의 정규과목 대부분을 가르치게 되었다.

### 새마을 운동
1970년대 우리나라의 조국근대화 과정에서 절대 빼놓을 수 없는 정신운동이 있다. 바로 「새마을운동」이다. 서울대학교 은사인 유달영 교수의 추천으로 1960년대 초 재건 국민운동에 참여 하여 경상북도 지부장을 맡고, 그 후 새마을지도자 연수원원장과 새마을운동중앙회 초대, 제2대, 제6대 회장을 역임하면서 박정희대통령과 함께 새마을운동을 계획하고 추진하는 주역이 되었다.
새마을지도자 교육훈련에서 그는 스스로 행동하는 실천적 리더십을 보여 주었다. 기독교는 그의 행동 지향적 실천성에 큰 영향을 주었다. 그는 “예수는 행(行)치 않고는 말한 일이 없는 것으로 안다. 제자의 발을 씻어 주면서 섬김을 받는 자보다 섬기는 자가 더 높다고 가르쳤다”고 하였다.
설득보다는 행동, 말의 선전보다는 행위의 사실을 강조 하였다. 이러한 실천성은 그의 리더십에 도덕적 우월성을 부여하고 새마을교육의 성과에 기여하였다.
1970년대 새마을운동의 중심에 서서 김준이 보여 주었던 실천적 리더십은 농촌변화에 기여하였다. 박정희 대통령의 공적으로는 우선 근대화를 언급하게 되고, 그러면 자연히 농촌 근대화 운동이었던 새마을운동을 이야기하게 된다. 1970년대 새마을운동은 짧은 기간 동안 농촌에 엄청난 변화를 주었다. 환경개선사업과 소득증대사업을 통해 농촌의 삶의 질을 개선하였고, 농민에게 “우리도 하면 된다” “우리도 잘살 수 있다”는 자신과 용기를 주었다. 이 같은 성과의 요인은 새마을운동이 관념과 이론이 아닌 행동과 실천이었기 때문이다. 이렇게 새마을운동을 평가하면 우리는 또 자연스럽게 김준을 떠올린다. 김준의 순수성과 열정은 농촌개발의 주역이었던 새마을지도자들뿐만 아니라 1970년대 농촌사회의 변화를 목격한 우리 모두에게 깊은 인상을 남겼다. 그렇기 때문에 새마을운동의 열기가 사라진 지금도 김준은 ‘새마을지도자의 지도자’로 혹은 ‘새마을운동의 교주’로 불리고 있다.

### 끝나지 않은 새마을운동

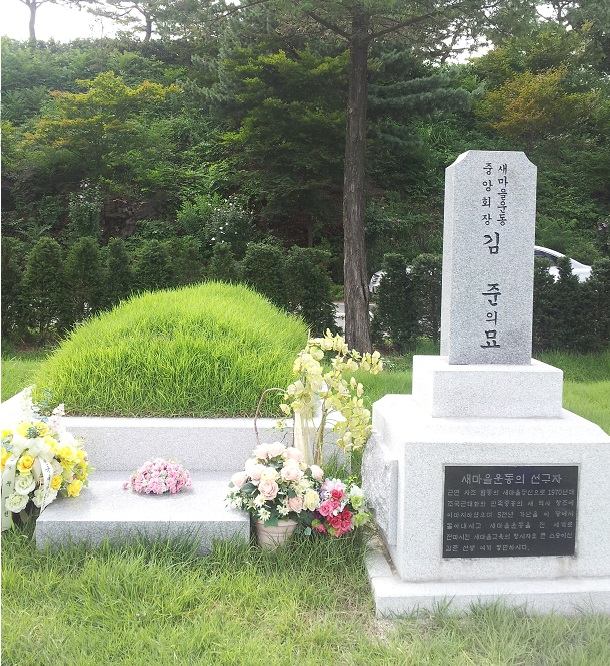
국립서울현충원 국가유공자 3묘역에 위치한 혜경 김준 선생의 묘소

1979년 10월 박정희 대통령의 서거 후 새마을운동중앙협의회가 존폐의 기로에 직면하자, 그는 정부 기구에서 민간 기구로 변신을 시도하여 새로운 시대에 적응하도록 노력했다. 1984년 2월 새마을 관련 업무에서 물러나 이후 농촌 운동과 관련된 기고 및 강연 활동을 벌였다. 그후 1988년 새마을중앙본부로 돌아와 다시 한번 새마을운동을 이끌었다. 김준은 "박정희 대통령은 역사 속으로 사라졌어도 새마을운동은 계속 추진해야 합니다."라고 말한다. 그에게 새마을 운동은 종교적 신념과도 같은 것이었다.

### 말년
2012년 2월 13일 오후 향년 86세를 일기로 사랑하는 가족들이 지켜보는 가운데 세상을 떠났다. 장례는 새마을 중앙회 주관의 새마을 장으로 거행됐으며, 2012년 2월 17일 동작동 국립서울현충원 국가유공자 3묘역에 안장 됐다.

## 농심(農心) 사상

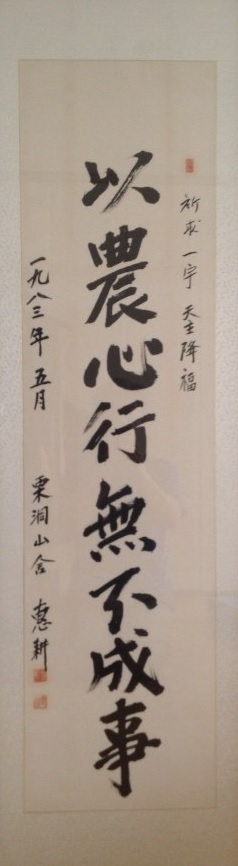
혜경 김준 선생의 친필

### 농심(農心)은 우리의 본마음[10]
1. 콩 심은 데 콩 나고, 팥 심은 데 팥 난다는 소박한 과학적인 사고방식
우리조상들은 팥을 심어 놓고, 콩 거두기를 바라지 않았고, 콩을 심어 놓고 팥이 열리기를 기다리지 않았다. 뿐만 아니라 심지 않고는 아무것도 거둘 생각을 하지 않았다. 그러나 요즈음 사람들은 벌(罰) 받을 짓을 해놓고도 상(賞) 받기를 바라고, 심지 않고도 거둘 생각을 하는가 하면, 상 받을 일을 한다면서 속마음으로는 다른 생각을 하고 있는 수도 많다. 남들은 열심히 일하고 있는데, 뒷짐 지고 불평이나 하다가 몫을 나눌 때는 먼저 손 벌리는 것도 콩 심어 놓고 팥 거두기를 바라는 것과 다를 바가 없는 것이다. [농심]은 한 치의 오차도 허용하지를 않는다. 심은 대로 거두는 것이다.
2. 말대로 행(行)하는 성실한 실천
농민들은 가을에 풍성한 벼를 수확하기 위하여 계절에 따라 봄에는 못자리를 하고 모를 내고, 여름에는 거름을 주면서 김을 매주고, 가을에는 날아오는 새떼를 쫓아주고 시기와 순서에 맞추어 필요한 노력을 빠짐없이 해야만 좋은 수확을 할 수 있지, 한 단계라도 거르거나 순서를 바꾸거나, 시기를 노치면 바라던 대로 거두지를 못한다. 원칙과 순서에 따른 성실한 실천만이 바람직한 결과를 가져온다는 것이다. 결과에만 급급하지 않고 과정에도 성실해야 한다는 교훈인 것이다.
3. 참고 견디는 강인한 인내력(忍耐力)과 왕성한 생명력(生命力)
생명체인 농작물은 삶을 포기하지 않는다. 때를 기다린다. 흙 속에는 수많은 종류와 양(量)의 씨앗들이 있다. 봄이 되면 모두가 다 발아(發芽)하는 것이 아니다. 자기조건에 맞는 여건이 조성(造成)되기를 기다리는 것이다.
4. 수고하고 공들인 만큼 거두는 인과응보(因果應報)의 진리
한 포기의 호박을 심어도, 좋은 땅을 골라 구덩이를 넓고 깊게 파고, 거름을 충분히 넣고, 흙을 골고루 섞어 정성껏 심은 사람과 남들이 호박을 심어 푸짐한 수확을 하고 재미를 본다는 말을 듣고, 척박한 땅에 구덩이도 깊이 파기 싫어 호미로 대충 긁어서 심고, 화학비료나 한 줌 넣은 사람의 호박은 열매의 크기도 다를 뿐만 아니라, 호박이 열리는 수량도 엄청난 차이가 있게 마련이다. 이것이 호박이라는 생명체가 보여주는 농심 교훈(敎訓)이다. 우리가 하고 있는 일에 우리 자신이 얼마나 정성을 기울이고, 노력을 하고 있는지를 수시로 살펴야 할 일이다.
5. 거짓과 협잡을 모르는 정직한 순박성(淳朴性)
양계를 하는 농민이 집안에 우환(憂患)이 생겨서 닭 사료를 살 돈이 없다. 아무리 궁리를 해도 방법을 찾지 못한 양계장 주인은 닭들을 찾아가 자기의 딱한 사정을 이야기하고, “일주일만 사료 먹기를 참고 계란을 전과 같이 낳아주면, 자기의 불가피한 문제가 해결되겠고, 그 문제만 해결되면 다음 주에는 더 맛있는 사료를 더 많이 주겠다.”고 간절한 자세로 호소해 본다. 사과농사를 하는 과수원 주인이 피치 못할 사정으로 과수원에 거름을 줄 형편이 되지 못하여, 사과나무들에게 일 년만 버티어 줄 것을 애원해 본다. 그러나 닭이나 사과나무가 그 사람의 뜻을 받아줄 리가 없다. 만약에 사람이라면 인정(人情)에 이끌려 생각해 볼 여지라도 있겠지만. 자연은, 진리는 원칙에 어긋나는 타협은 절대로 있을 수 없다. 융통성이 없는 답답한 상황이라고 피하고 싶기도 하겠지만. 우리는 융통성이 없는 답답함보다 흔들리는 원칙 때문에 당하고 있는 아픔이 더 큰 것이다. 다소 불편함이 있더라도, 원칙이 몸에 배이면 그런 대로 습관이 될 것이요, 훨씬 더 살맛 나는 세상을 만들 수 있기에 농심에서 원칙의 참뜻을 배워야 할 것이다.
6. 익으면 익을수록 고개를 숙이는 겸허(謙虛)한 자세
충실하게 잘 익은 열매를 많이 달고 있는 가지는 부끄러운 듯이 고개(가지)를 숙이고 있다. 잘 여문 이삭일수록. 벼 이삭도, 수수이삭도 모두가 겸손한 자세로 고개를 숙이고 있다. 보란 듯이 고개를 치켜들고, 어설픈 뽐냄을 하고 있는 쪽은 영락없는 쭉정이들이다. 열매도 달지 못한 초라한 가지들이다.
7. 새로운 생명과 가치를 창조하는 적극적인 생산성
씨앗은 뿌리도 가지도 잎도 없다. 그러나 씨앗은 생명이다. 농심을 씨앗으로 살아보라. 당신은 씨앗이다. 당신은 또 당신과 한 치의 어김도 없는 당신의 씨앗을 맺을 것이다. 당신의 씨앗은 영원할 것이다. 당신은 어떤 씨앗인가? 인간은 콩이나 팥은 아니다. 불변의 것이 아니라 가변의 것이다. 내가 마음먹기에 따라 나의 품종이 갱신될 수 있다. 수많은 생물 중에 인간만이 받은 유일한 특혜다. 도둑도 자식에게는 “도둑을 잡는 순경이 되라”고 한다고 한다. 그러나 도둑이 도둑의 품종을 스스로 갱신하지 않는 한, 자기 씨앗이 다른 열매를 맺기는 어려운 것이다. 자신이 어떤 품종인지 깊이 자성(自省)해야 할 일이다.
8. 생명(生命) 생성발전(生成發展)의 원초적 질서인 자조(自助) 협동(協同)
농작물은 잎과 뿌리의 끊임없는 협동으로 결실을 이룬다. 뿌리는 영양과 수분을 흡수 하고, 잎은 공기를 빨아드리고 햇빛을 받아 탄소동화작용을 하고, 둥치와 가지는 서로를 지탱하면서 자양분의 통로가 되어준다. 만일 이들의 협동이 잠시라도 정지되면 생명을 잃게 된다. 농민들도 마찬가지다. 농사일은 혼자 하기 보다는 서로서로 협동해야 능률이 더 오르게 된다. 따라서 근면•자조•협동의 새마을정신은 바로 농민의 정신, 농민의 마음인 농심(農心)이라고 할 수 있다. 농심이야 말로 인간의 본성이요, 자연의 이법이며 보이지 않는 진리의 표상이라 할 수 있다. 농업과 자연을 보면 진리를 깨달을 수 있다. 그렇기 때문에 농자는 천하지 대본(農者天下之大本)이라 했다.

### 농심(農心)은 천심(天心) 농심으로 살자.
김준은 “농부가 자연의 이치(理致)에 따라 흙과 더불어 생명을 가꾸어 가면서 터득한 농업의 정신”을 ‘농심(農心)’이라고 했다. 우리 조상들은 일찍이 이 심오한 진리를 터득하고, 농자천하지대본(農者天下之大本)으로 삼아 삶의 지혜를 배우고, 삶의 계율을 찾았던 것이다.
일화(逸話)를 소개해 보면. 새마을교육이 각계각층으로 확대되어 사회지도자과정에 스님, 목사, 원불교 교무 등 각 종교계 지도자들도 연수에 참가하였다. 그분들이 연수를 마치고 피력한 소감에서 이구동성으로 “새마을정신으로 소개하는 김 준 원장의 농심은 바로 우리 종교의 말씀과 같다”고 했고, 어떤 이는 새마을운동은 농심교(?)라고도 했다. 심지어 롯데 그룹의 신(辛) 회장은 김 원장의 강의 중에 “롯데는 라면을 만드는 회사인데, 롯데라면에 농심을 첨가하여 공급하면 농심이 보다 빨리 파급 될 것 같은데, 라면 이름을 농심라면으로 해도 괜찮겠느냐?”는 요청을 했고, 김준 원장과 연수생 일동은 박수로 환영하였다. 이로서 농심라면이라는 이름이 탄생하기도 했다. 보신 분들은 보았겠지만, 초기 농심라면 봉지에는 농심의 덕목(德目)이 차례로 소개되어 있었다.

## 말씀
1. 以農心行 無不成事 농부가 작물들을 대하는 마음으로 우리가 모든일을 한다면 안되는 일이 없다.
2. 謙下不爭 勞謙君子 겸손하여 싸우지 아니하고 열심히 일을 하는 자가 君子다.
3. 총재, 회장 이름을 큰 머슴, 상머슴, 중머슴이라고 해야 한다.
4. 공산당한테 배울 점은 書記長 제도이다.
5. -1을 1억 명 모아도 1이 될 수 없다. 성실하게 살려고 노력하는 0.01이 수없이 모인다면 좋은세상이 올것이다.
6. 먼저 나 자신부터 시작해 놓고 땀을 흘려라.
7. 진실은 감동을 시킬 수 있다.
8. 솔선수범하면서 행동해야 성공한다.
9. 면장, 시장이 자전거 타고 다니면서 현장에서 진두지휘해야 성공한다.
10. 농촌 살리기 운동을 위해 100명이 모여서 회의를 한다면 모두가 가짜다. 그 시간에 똥치는 사람이 9명만이 진짜 농촌을 위하는 사람이다.
11. 뿌리가 건강해야 열매가 좋다.
12. 지금 세상은 불쏘시개가 준비되어 되어 있다. 성냥불로 붙이면 된다.
13. 봉사활동을 하고자 할 때 그 때 그 장소에 필요한 것을 해 주라.
14. 운동의 진리는 생명이다. 움직여야 한다. 말로만 하는 것은 운동이아니다.
15. 진리는 量이 아니라 質이다.

## 약력
- 1926. 4.26 전남 영광군 군남면 포천리 출생
- 1944. 12 이리농림학교 임과졸업
- 1949. 7 서울대 농과대학 임학과 졸업
- 1951. 6 전남대학교 농과대학 교수
- 1959. 3 복음농민의숙 창설경영
- 1962. 9 재건 국민운동 중앙교육원 교수
- 1964. 12 농협중앙회 교육원 교수
- 1966. 9 농협대학 교수
- 1972. 1 새마을지도자연수원 원장
- 1979. 2 계명대 명예교육학박사 학위수여
- 1980. 3 헌법심의위원회 위원
- 1980. 12 새마을운동중앙회 회장
- 1982.10 독립기념관 건립추진회 이사
- 1988. 2 민주화합추진위원회 위원
- 1988. 4 새마을중앙본부 회장
- 1991. 4 과학기술 국민이해촉진위 위원
- 1993.12 남도학숙 원장
- 1996. 3 초당산업대학 총장

## 상훈
- 1976. 12 새마을훈장 자립장
- 1981. 7 태국정부훈장 백상장
- 1982. 5 5.16 민족상 사회부문
- 1993. 3 세계 MRA 도덕상 수상
- 2012. 2 국민훈장 무궁화장(추서)

## 같이 보기
- 새마을운동
- 새마을운동중앙회